# Liste der Nummer-eins-Hits in Japan (2002)
Die Liste der japanischen Nummer-eins-Hits enthält die Daten vom 1. Januar bis zum 31. Dezember 2002. Die letzte Woche im Jahr fällt mit der ersten Woche des neuen Jahres zusammen. Angegeben sind die Verkaufszahlen der jeweiligen Nummer eins in ihrer Woche. Alle Angaben basieren auf den offiziellen japanischen Charts von Oricon.

## Singles
| ← 2001 ← | Liste der Nummer-eins-Hits in Japan | Liste der Nummer-eins-Hits in Japan | Liste der Nummer-eins-Hits in Japan            | 2003 →                    |
| \| Zeitraum \| Wo. ges. \| Interpret \| Titel Autor(en) \| Zusätzliche Informationen \| \| (Zeitraum, Wochen auf Platz eins, Interpret, Titel, Autor[en], zusätzliche Informationen) \| \| \| \| \| \| ----------------------------------------------------------------------------------------- \| -------- \| ---------------------- \| ---------------------------------------------- \| ------------------------- \| \| 31. Dezember 2001 – 13. Januar 2002 2 Wochen \| 2 \| J-Friends \| Always (A Song For Love) \| – \| \| 14. Januar 2001 – 27. Januar 2002 3 Wochen \| 3 \| Mr. Children \| Kimi ga suki \| – \| \| 28. Januar 2002 – 3. Februar 2002 1 Woche \| 1 \| Mai Kuraki \| Winter Bells Akihito Tokunaga, Mai Kuraki \| – \| \| 4. Februar 2002 – 17. Februar 2002 2 Wochen \| 2 \| Dragon Ash \| Life goes on \| – \| \| 18. Februar 2002 – 24. Februar 2002 1 Woche \| 1 \| Arashi \| a Day in Our Life \| – \| \| 25. Februar 2002 – 3. März 2002 1 Woche \| 1 \| Yuzu \| Again 2 \| – \| \| 4. März 2002 – 10. März 2002 1 Woche \| 1 \| Morning Musume \| Sōda! We’re ALIVE \| – \| \| 11. März 2002 – 17. März 2002 1 Woche \| 1 \| Glay \| Way of Difference \| – \| \| 18. März 2002 – 31. März 2002 2 Wochen \| 2 \| Dragon Ash \| Fantasista \| – \| \| 1. April 2002 – 21. April 2002 3 Wochen \| 3 \| Hikaru Utada \| Hikari \| – \| \| 22. April 2002 – 28. April 2002 1 Woche \| 1 \| Chitose Hajime \| Wadatsumi no ki \| – \| \| 29. April 2002 – 5. Mai 2002 1 Woche \| 1 \| Arashi \| Nice na kokoroiki \| – \| \| 6. Mai 2002 – 12. Mai 2002 1 Woche \| 1 \| Ayumi Hamasaki \| Free&Easy Ayumi Hamasaki \| – \| \| 13. Mai 2002 – 19. Mai 2002 1 Woche \| 1 \| Kinki Kids \| Kanashimi Blue \| – \| \| 20. Mai 2002 – 26. Mai 2002 1 Woche \| 1 \| Hikaru Utada \| SAKURA Drops/Letters \| – \| \| 27. Mai 2002 – 2. Juni 2002 1 Woche \| 1 \| SMAP \| SAKURA Drops/Letters \| – \| \| 3. Juni 2002 – 9. Juni 2002 1 Woche \| 1 \| w-inds \| Another Days \| – \| \| 10. Juni 2002 – 16. Juni 2002 1 Woche \| 1 \| Tsuyoshi Dōmoto \| Machi/Dekiai Logic \| – \| \| 17. Juni 2002 – 23. Juni 2002 1 Woche \| 1 \| B’z \| Atsuki kodō no hate Koshi Inaba, Tak Matsumoto \| – \| \| 24. Juni 2002 – 30. Juni 2002 1 Woche \| 1 \| V6 feat. Shoo (S.E.S.) \| Feel your breeze/one \| – \| \| 1. Juli 2002 – 7. Juli 2002 1 Woche \| 1 \| Rag Fair \| Koi no My Rage \| – \| \| 8. Juli 2002 – 21. Juli 2002 2 Wochen \| 2 \| Keisuke Kuwata \| Tōkyō \| – \| \| 22. Juli 2002 – 28. Juli 2002 1 Woche \| 1 \| Mr. Children \| Any \| – \| \| 29. Juli 2002 – 4. August 2002 1 Woche \| 1 \| Chemistry \| Floatin’ \| – \| \| 5. August 2002 – 18. August 2002 2 Wochen (insgesamt 3) \| 3 \| Ayumi Hamasaki \| H Ayumi Hamasaki \| – \| \| 19. August 2002 – 25. August 2002 1 Woche \| 1 \| MISIA \| Nemurenu yoru wa kimi no sei \| – \| \| 26. August 2002 – 1. September 2002 1 Woche (insgesamt 3) \| 3 \| Ayumi Hamasaki \| H Ayumi Hamasaki \| – \| \| 2. September 2002 – 8. September 2002 1 Woche \| 1 \| w-inds \| Because of you \| – \| \| 9. September 2002 – 6. Oktober 2002 4 Wochen \| 4 \| Ken Hirai \| Ōkina furudokei \| – \| \| 7. Oktober 2002 – 27. Oktober 2002 3 Wochen \| 3 \| Ayumi Hamasaki \| Voyage Ayumi Hamasaki \| – \| \| 28. Oktober 2002 – 3. November 2002 1 Woche \| 1 \| Arashi \| PIKA☆NCHI \| – \| \| 4. November 2002 – 10. November 2002 1 Woche \| 1 \| Kinki Kids \| solitude \| – \| \| 11. November 2002 – 17. November 2002 1 Woche \| 1 \| Morning Musume \| Koko ni iruzee! \| – \| \| 18. November 2002 – 24. November 2002 1 Woche \| 1 \| Ken Hirai \| Ring \| – \| \| 25. November 2002 – 1. Dezember 2002 1 Woche \| 1 \| Chemistry \| It Takes Two/SOLID DREAM/MOVE ON \| – \| \| 2. Dezember 2002 – 8. Dezember 2002 1 Woche \| 1 \| Gomattō \| SHALL WE LOVE? \| – \| \| 9. Dezember 2002 – 15. Dezember 2002 1 Woche \| 1 \| Rip Slyme \| BLUE BE-BOP \| – \| \| 16. Dezember 2002 – 22. Dezember 2002 1 Woche \| 1 \| Tokio \| ding-dong/glider \| – \| \| 23. Dezember 2002 – 29. Dezember 2002 1 Woche \| 1 \| Mr. Children \| HERO \| – \| \| 30. Dezember 2002 – 12. Januar 2003 2 Wochen \| 2 \| J-Friends \| Love Me All Over \| – \| |                                     |                                     |                                                |                           |
| ← 2001 |                                     |                                     |                                                | → 2003 →                  |
| Zeitraum | Wo. ges.                            | Interpret                           | Titel Autor(en)                                | Zusätzliche Informationen |
| (Zeitraum, Wochen auf Platz eins, Interpret, Titel, Autor[en], zusätzliche Informationen) |                                     |                                     |                                                |                           |
| 31. Dezember 2001 – 13. Januar 2002 2 Wochen | 2                                   | J-Friends                           | Always (A Song For Love)                       | –                         |
| 14. Januar 2001 – 27. Januar 2002 3 Wochen | 3                                   | Mr. Children                        | Kimi ga suki                                   | –                         |
| 28. Januar 2002 – 3. Februar 2002 1 Woche | 1                                   | Mai Kuraki                          | Winter Bells Akihito Tokunaga, Mai Kuraki      | –                         |
| 4. Februar 2002 – 17. Februar 2002 2 Wochen | 2                                   | Dragon Ash                          | Life goes on                                   | –                         |
| 18. Februar 2002 – 24. Februar 2002 1 Woche | 1                                   | Arashi                              | a Day in Our Life                              | –                         |
| 25. Februar 2002 – 3. März 2002 1 Woche | 1                                   | Yuzu                                | Again 2                                        | –                         |
| 4. März 2002 – 10. März 2002 1 Woche | 1                                   | Morning Musume                      | Sōda! We’re ALIVE                              | –                         |
| 11. März 2002 – 17. März 2002 1 Woche | 1                                   | Glay                                | Way of Difference                              | –                         |
| 18. März 2002 – 31. März 2002 2 Wochen | 2                                   | Dragon Ash                          | Fantasista                                     | –                         |
| 1. April 2002 – 21. April 2002 3 Wochen | 3                                   | Hikaru Utada                        | Hikari                                         | –                         |
| 22. April 2002 – 28. April 2002 1 Woche | 1                                   | Chitose Hajime                      | Wadatsumi no ki                                | –                         |
| 29. April 2002 – 5. Mai 2002 1 Woche | 1                                   | Arashi                              | Nice na kokoroiki                              | –                         |
| 6. Mai 2002 – 12. Mai 2002 1 Woche | 1                                   | Ayumi Hamasaki                      | Free&Easy Ayumi Hamasaki                       | –                         |
| 13. Mai 2002 – 19. Mai 2002 1 Woche | 1                                   | Kinki Kids                          | Kanashimi Blue                                 | –                         |
| 20. Mai 2002 – 26. Mai 2002 1 Woche | 1                                   | Hikaru Utada                        | SAKURA Drops/Letters                           | –                         |
| 27. Mai 2002 – 2. Juni 2002 1 Woche | 1                                   | SMAP                                | SAKURA Drops/Letters                           | –                         |
| 3. Juni 2002 – 9. Juni 2002 1 Woche | 1                                   | w-inds                              | Another Days                                   | –                         |
| 10. Juni 2002 – 16. Juni 2002 1 Woche | 1                                   | Tsuyoshi Dōmoto                     | Machi/Dekiai Logic                             | –                         |
| 17. Juni 2002 – 23. Juni 2002 1 Woche | 1                                   | B’z                                 | Atsuki kodō no hate Koshi Inaba, Tak Matsumoto | –                         |
| 24. Juni 2002 – 30. Juni 2002 1 Woche | 1                                   | V6 feat. Shoo (S.E.S.)              | Feel your breeze/one                           | –                         |
| 1. Juli 2002 – 7. Juli 2002 1 Woche | 1                                   | Rag Fair                            | Koi no My Rage                                 | –                         |
| 8. Juli 2002 – 21. Juli 2002 2 Wochen | 2                                   | Keisuke Kuwata                      | Tōkyō                                          | –                         |
| 22. Juli 2002 – 28. Juli 2002 1 Woche | 1                                   | Mr. Children                        | Any                                            | –                         |
| 29. Juli 2002 – 4. August 2002 1 Woche | 1                                   | Chemistry                           | Floatin’                                       | –                         |
| 5. August 2002 – 18. August 2002 2 Wochen (insgesamt 3) | 3                                   | Ayumi Hamasaki                      | H Ayumi Hamasaki                               | –                         |
| 19. August 2002 – 25. August 2002 1 Woche | 1                                   | MISIA                               | Nemurenu yoru wa kimi no sei                   | –                         |
| 26. August 2002 – 1. September 2002 1 Woche (insgesamt 3) | 3                                   | Ayumi Hamasaki                      | H Ayumi Hamasaki                               | –                         |
| 2. September 2002 – 8. September 2002 1 Woche | 1                                   | w-inds                              | Because of you                                 | –                         |
| 9. September 2002 – 6. Oktober 2002 4 Wochen | 4                                   | Ken Hirai                           | Ōkina furudokei                                | –                         |
| 7. Oktober 2002 – 27. Oktober 2002 3 Wochen | 3                                   | Ayumi Hamasaki                      | Voyage Ayumi Hamasaki                          | –                         |
| 28. Oktober 2002 – 3. November 2002 1 Woche | 1                                   | Arashi                              | PIKA☆NCHI                                      | –                         |
| 4. November 2002 – 10. November 2002 1 Woche | 1                                   | Kinki Kids                          | solitude                                       | –                         |
| 11. November 2002 – 17. November 2002 1 Woche | 1                                   | Morning Musume                      | Koko ni iruzee!                                | –                         |
| 18. November 2002 – 24. November 2002 1 Woche | 1                                   | Ken Hirai                           | Ring                                           | –                         |
| 25. November 2002 – 1. Dezember 2002 1 Woche | 1                                   | Chemistry                           | It Takes Two/SOLID DREAM/MOVE ON               | –                         |
| 2. Dezember 2002 – 8. Dezember 2002 1 Woche | 1                                   | Gomattō                             | SHALL WE LOVE?                                 | –                         |
| 9. Dezember 2002 – 15. Dezember 2002 1 Woche | 1                                   | Rip Slyme                           | BLUE BE-BOP                                    | –                         |
| 16. Dezember 2002 – 22. Dezember 2002 1 Woche | 1                                   | Tokio                               | ding-dong/glider                               | –                         |
| 23. Dezember 2002 – 29. Dezember 2002 1 Woche | 1                                   | Mr. Children                        | HERO                                           | –                         |
| 30. Dezember 2002 – 12. Januar 2003 2 Wochen | 2                                   | J-Friends                           | Love Me All Over                               | –                         |